# Le Retour du docteur Mabuse
Pour plus de détails, voir Fiche technique et Distribution.
Le Retour du docteur Mabuse (titre original : Im Stahlnetz des Dr. Mabuse, Dans les filets du docteur Mabuse) est un film franco-italo-allemand réalisé par Harald Reinl sorti en 1961.

## Synopsis
Le commissaire Lohmann, qui se prépare à des vacances avec sa famille, reçoit un appel urgent de son assistant Voss. L'agent d'Interpol, le colonel Haag, a été assassiné dans un train. Sa mallette, qui contenait des éléments à charge contre un syndicat du crime à Chicago, a disparu. Lohmann reçoit aussi un télégramme du FBI, annonçant l'arrivée de Mrs. Pizarro, une repentie. Le commissaire interroge en prison Alberto Sandro, un tueur à gages du groupe. Mais Sandro est silencieux et Mrs. Pizarro succombe à une attaque au lance-flammes. Dans son sac à main, on trouve un livre qui fait référence à la mort présumée du grand criminel, le docteur Mabuse.
Lohmann prend l'affaire en main et rencontre la journaliste Maria Sabrehm, le mystérieux Joe Como et le sombre père Brietenstein. Peu à peu, tout le monde semble suspect, les coupables deviennent des victimes et les témoins sont éliminés de sang-froid. Maria veut prouver l'innocence de son père en prison, le professeur Julius Sabrehm. Le scientifique est-il un espion ? Le commissaire Lohmann récupère Alberto Sandro qui s'était enfui de la prison sans que les directeurs Wolf et Böhmler le sachent. Sandro est sous l'influence d'un médicament qui lui impose la volonté du docteur Mabuse et le pousse au suicide sous les yeux de la commissaire. Peu après, Wolf, suspecté de complicité, est la victime d'un attentat à la bombe.
Como, qui est en fait un agent du FBI, entre dans le centre de détention. Très vite, il reçoit une piqûre d'une drogue mise au point par le Pr. Sabrehm. Sous son influence, des prisonniers doivent s'attaquer à des centrales nucléaires. Como parvient à s'injecter l'antidote et à contacter Lohmann. Ce dernier est avec Maria Sabrehm, ils ne savent le danger qui les attend. Au dernier moment, ils y échappent et le commissaire Lohmann empêche l'attaque contre les centrales. On découvre plus tard que le Dr. Mabuse était déguisé en Wolf et le complice du gang de Chigago. Mais le grand criminel trouve le moyen d'échapper à son arrestation. Cependant, il s'enfonce dans un tunnel au moment où un train lui arrive dessus.

## Fiche technique
- Titre : Le Retour du docteur Mabuse
- Titre original : Im Stahlnetz des Dr. Mabuse
- Réalisation : Harald Reinl, assisté de Carl von Barany
- Scénario : Ladislas Fodor, Marc Behm
- Musique : Peter Sandloff
- Direction artistique : Otto Erdmann, Hans-Jürgen Kiebach
- Costumes : Gisela Nixdorf
- Photographie : Karl Löb
- Son : Eduard Kessel
- Montage : Hermann Haller
- Production : Artur Brauner
- Sociétés de production : CCC-Film, Critérion Film, S.P.A. Cinematografica
- Société de distribution : Constantin Film, Omnia Deutsche Film Export
- Pays de production :  Allemagne de l'Ouest,  France,  Italie
- Langue : allemand
- Format : Noir et blanc - 1,66:1 - Mono - 35 mm
- Genre : Film policier
- Durée : 89 minutes
- Dates de sortie :
  - Allemagne de l'Ouest : 13 octobre 1961.
  - Italie : 3 mai 1962.
  - Danemark : 31 août 1962.
  - France : 10 juin 1963[1].
  - Finlande : 16 avril 1965.
  - Suède : 30 octobre 1965.

## Distribution
- Gert Fröbe (VF : Jean Davy) : Commissaire Lohmann
- Lex Barker (VF : Jacques Beauchey) : Joe Como
- Daliah Lavi: Maria Sabrehm
- Fausto Tozzi (VF : Michel Roux) : Le directeur de prison Wolf
- Wolfgang Preiss (VF : Michel Roux) : Dr. Mabuse
- Werner Peters (VF : Marcel Bozzuffi) : Böhmler
- Rudolf Forster (VF : Louis Arbessier) : Professeur Julius Sabrehm
- Rudolf Fernau (VF : Gerard Ferat) : Le père Brietenstein
- Joachim Mock (de) (VF : Michel Gatineau) : Voss
- Laura Solari: Mrs. Pizarro
- Ady Berber: Alberto Sandro
- Henry Coubet: L'aveugle
- Jean-Roger Caussimon (VF : Lui-même) : Le sacristain
- Albert Bessler: Le brocanteur
- Lou Seitz (de) (VF : Marie Francey) : Mme Lohmann
- Zeev Berlinsky: L'homme à la jambe de bois
- Alexander Engel (VF : Paul Ville) : Professeur Griesinger
- Herbert Weißbach (de): Le médecin légiste
- Erik Radolf (de): L'inspecteur Haag

## Histoire
Les films de Fritz Lang, Docteur Mabuse le joueur et Le Testament du docteur Mabuse, sont devenus des classiques du cinéma allemand. En 1953, le producteur Artur Brauner rachète les droits d'adaptation du personnage créé par Norbert Jacques. À la suite du succès de La Grenouille attaque Scotland Yard, adaptation d'une œuvre d'Edgar Wallace, produit par Rialto Film, Artur Brauner veut lancer sa propre série de films policiers. En 1960, CCC-Film accepte de produire Le Diabolique Docteur Mabuse réalisé par Fritz Lang.
Sorti le 14 septembre 1960, il connaît un succès immédiat. Pour faire face à la série d'Edgar Wallace, on décide aussitôt d'un autre film avec le docteur Mabuse.
Marc Behm et Ladislas Fodor écrivent un scénario librement adapté des personnages de Norbert Jacques. Lorsque Fritz Lang se retire finalement du projet, le distributeur Constantin Film choisit le réalisateur Harald Reinl. Pour la distribution, on choisit Gert Fröbe, qui était déjà un commissaire dans Le Diabolique Docteur Mabuse, pour succéder à Otto Wernicke dans le rôle du commissaire Lohmann. De même, Artur Brauner propose les autres rôles aux acteurs suivants :
- Maria Sabrehm: Marianne Koch, Sonja Ziemann, Maria Perschy, Sabina Sesselmann, Elke Sommer,
- Joe Como: Rik Battaglia, Jerome Courtland
- Professeur Sabrehm: Walter Rilla
- Voss: Peter Carsten, Harry Meyen, Hans von Borsody

Finalement, il choisit la chanteuse Daliah Lavi pour un premier grand rôle et la star américaine Lex Barker qui commence à tourner pour des productions allemandes.
Le tournage s'étale de la mi-août au 11 septembre 1961 dans Berlin-Ouest et dans les studios de CCC à Berlin-Haselhorst.
Le film sort le 13 octobre 1961 avec une interdiction aux moins de 16 ans. C'est un succès commercial, le public adhère à la mise en scène rapide et tendue de Harald Reinl. Certains critiques regrettent cependant une adaptation trop contemporaine du personnage. Misant sur le succès, on tourne aussitôt en décembre 1961 L'Invisible docteur Mabuse.